# 48:13
48:13 – piąty album studyjny zespołu Kasabian, wydany 6 czerwca 2014 roku.

## Informacje
Album został oficjalnie zapowiedziany 28 kwietnia 2014 roku. Pierwszy singiel promujący wydawnictwo "eez-eh" wydany został 29 kwietnia 2014 roku. Kolejny singiel z płyty "bumblebeee" pojawi się 5 sierpnia 2014 roku.
Koncepcją albumu było jego maksymalne możliwe uproszczenie. Stąd nazwa będąca po prostu czasem trwania płyty, okładka utrzymana w kolorach czarnym i różowym, czy jednowyrazowe tytułowy utworów. Sergio Pizzorno powiedział: "Czuję, że byliśmy pewni, że możemy być bardziej bezpośredni, bardziej szczerzy. Zacząłem usuwać warstwy zamiast ciągle je dodawać."
Płyta promowana jest przez serię koncertów i występów. 15 czerwca 2014 roku zespół zawitał do Polski, gdzie wystąpił podczas Orange Warsaw Festival. 21 czerwca 2014 w swoim rodzinnym Leicester zagrali koncert na uczczenie 10-lecia powstania zespołu. Osiem dni później, 29 czerwca 2014 roku Kasabian wystąpili na głównej scenie festiwalu w Glastonbury.

## Lista utworów
1. "(shiva)" – 1:07
2. "bumblebeee" – 4:01 (2. singiel)
3. "stevie" – 4:45
4. "(mortis)" – 0:45
5. "doomsday" – 3:40
6. "treat" – 6:53
7. "glass" – 4:48
8. "explodes" – 4:18
9. "(levitation)" – 1:19
10. "clouds" – 4:45
11. "eez-eh" – 3:00 (1. singiel)
12. "bow" – 4:27
13. "s.p.s." – 4:23

## Bonusowe utwory w wydaniu japońskim
1. "beanz" – 4:40
2. "gelfling" – 3:15